# Campeonato Paraguaio de Futebol de 1913
O Campeonato Paraguaio de Futebol de 1913 foi o sétimo torneio desta competição. Recebeu o nome de "Copa El Diario", referente a um jornal local.Participaram cinco equipes. Devido a liga dissidente (Copa Centenário), que esvaziou o campeonato de 1912, houve um torneio seletivo, no qual foi campeão o Club Cerro Porteño, tradicional clube paraguaio que fez sua estreia na primeira divisão neste ano.
| Equipe             | Cidade   | Departamento     | No ano anterior                       | Estádio | Capacidade | Títulos        | Participações |
| ------------------ | -------- | ---------------- | ------------------------------------- | ------- | ---------- | -------------- | ------------- |
| Club Cerro Porteño | Assunção | Distrito Capital | Campeão do Torneio Preliminar de 1913 | --      | --         | 0 (não possui) | 1             |
| Club Guaraní       | Assunção | Distrito Capital | convidado                             | --      | --         | 2 (1906,1907 ) | 6             |
| Club Nacional      | Assunção | Distrito Capital | Terceiro Lugar                        | --      | --         | 2 (1909, 1911) | 7             |
| Club Olimpia       | Assunção | Distrito Capital | Campeão                               | --      | --         | 1 (1912)       | 7             |
| Sol de América     | Assunção | Distrito Capital | Segundo Lugar                         | --      | --         | 0 (não possui) | 2             |

## Premiação
| Campeonato Paraguaio 1913 Primeira Divisão |
| Assunção                                   |
| ------------------------------------------ |
| Club Cerro Porteño Campeão (1º título)     |